# Episodi di Fantasy Island (serie televisiva 1998)
La prima stagione della serie televisiva Fantasy Island è stata trasmessa originalmente dalla ABC dal 26 settembre 1998 al 23 gennaio 1999, durante la stagione televisiva 1998-1999. La serie è stata tuttavia cancellata a metà stagione e gli episodi rimanenti sono andati in onda su Sci Fi Channel. Successivamente è andata in onda anche su UPN.
| nº | Titolo originale | Titolo italiano | Prima TV USA      | Prima TV Italia |
| -- | ---------------- | --------------- | ----------------- | --------------- |
| 1  | Pilot            | -               | 26 settembre 1998 | inedita         |
| 2  | Superfriends     | -               | 3 ottobre 1998    | inedita         |
| 3  | We're Not Worthy | -               | 10 ottobre 1998   | inedita         |
| 4  | Dying to Dance   | -               | 17 ottobre 1998   | inedita         |
| 5  | Secret Self      | -               | 24 ottobre 1998   | inedita         |
| 6  | Estrogen         | -               | 31 ottobre 1998   | inedita         |
| 7  | Dreams           | -               | 7 novembre 1998   | inedita         |
| 8  | Handymen         | -               | 12 dicembre 1998  | inedita         |
| 9  | Wishboned        | -               | 19 dicembre 1998  | inedita         |
| 10 | Let Go           | -               | 26 dicembre 1998  | inedita         |
| 11 | Innocent         | -               | 9 gennaio 1999    | inedita         |
| 12 | The Real Thing   | -               | 16 gennaio 1999   | inedita         |
| 13 | Heroes           | -               | 23 gennaio 1999   | inedita         |

## Pilot
- Diretto da: Michael Dinner
- Scritto da: Chris Weitz e Paul Weitz

### Trama
Due agenti di viaggio, Fisher e Clia, inviano un modulo con la fantasia definitiva del loro cliente attraverso un tubo pneumatico, attraverso migliaia di miglia, a Mr. Roarke su Fantasy Island. Nel frattempo, Roarke è indaffarato con i suoi assistenti, Cal e Harry, per preparare il resort sull'isola per ospitare un nuovo gruppo di clienti in arrivo: Matthew Ashby, che vorrebbe aver sposato una donna diversa; Ricky Barnes, un temerario alla ricerca della sfida finale, e Jackie Martin, una studentessa di giurisprudenza che lotta per la supremazia intellettuale sulla sorella più intelligente, Regina.
- Altri interpreti: Paul Hipp (Richard "Freefall" Burns); Marley Shelton (Jackie Martin); John Mese (Matthew Ashby); Farrah Forke (Carol Ashby); Rachel York (Emily); Hank Stratton (Karl); Lisa Robin Kelly (Regina Martin); Scott Denny (Roger); Christian Hoff

## Superfriends
- Diretto da: Michael Dinner
- Scritto da: Adam Horowitz e Edward Kitsis

### Trama
Nel tentativo di creare un legame tra un padre oberato di lavoro e suo figlio Max di otto anni, Mr. Roarke trasforma il banchiere Louis Burton nel supereroe preferito di Max. Sebbene Max sia impressionato quando Louis, nei panni di Dyno-man, impedisce a una meteora di distruggere la Terra, Louis è altrettanto zelante nel suo lavoro di supereroe quanto lo era come banchiere. Di conseguenza, Max si ritrova di nuovo a guardare da bordo campo. Nel frattempo, per aiutare due amici a esplorare le possibilità di eventuali possibilità romantiche inesplorate tra di loro, Mr. Roarke offre a Gina Williams la possibilità di incontrare di nuovo per la prima volta il suo vecchio amico, Doug Strickman. Ma Gina si rende subito conto che senza la sua influenza come amica, Doug è diventato un uomo molto diverso da quello che conosceva.
- Guest star: Alyssa Milano (Gina Williams)
- Altri interpreti: James McDaniel (Louis), Michael Buchman Silver (Doug), Jascha Washington (Ari), Max Perlich (Scotty), James MacDonald (Rex Raskin), Dawn Radenbaugh (Leila)

## We're Not Worthy
- Diretto da: David Jones
- Scritto da: Dean Batali e Rob Des Hotel

### Trama
Una professoressa insicura, convinta di essere brutta, desidera diventare bella. Pete Collins, un ricco novello sposo, vuole scoprire se la sua sposa lo ama davvero o è interessata a lui solo per il denaro, così decide di leggerle nel pensiero.
- Altri interpreti: Jere Burns (Pete Collins), Kiersten Warren (Jeanette), Elisabeth Röhm (Cindy dopo la trasformazione), Jason Blicker (Tom), Maura Vincent (Cindy prima della trasformazione), Jocelyn Seagrave (Leslie Wolf), Robb Derringer (Matt).

## Dying to Dance
- Diretto da: Rick Rosenthal
- Scritto da: Diane Frolov e Andrew Schneider

### Trama
Nathan O'Neil, uno scrittore di genere horror ossessionato dall'occulto, arriva a Fantasy Island nella speranza di vedere un fantasma. Nathan ottiene più di quanto si aspettasse quando il fantasma inizia a insinuarsi nel suo corpo. Jack Lee e la moglie Doris vengono per vedere realizzata la fantasia di Jack di diventare un grande giocatore di baseball. Quando Jack si ammala, Doris ha l'opportunità di esaudire il suo desiderio: ballare come Ginger Rogers. Nel frattempo, Cal e Harry tentano di scappare su una barca portata a riva dalla corrente, ma il Mr. Roarke ha altri piani per loro.
- Guest star: Louise Fletcher (Doris Leeman).
- Altri interpreti: John Ales (Nathan O'Neil), Bill Smitrovich (Ezra), Cynthia Geary (Pamela Louis), Allan Kolman (Dr. Koslov), John Mabry.

## Secret Self
- Diretto da: Stephen Cragg
- Scritto da: Mary A. Boyd

### Trama
Una casalinga annoiata sogna di condurre un talk show, ma subisce un terribile shock quando deve intervistare l'uomo con cui ha una relazione. Un bravo ragazzo vuole barattare la sua coscienza per avere più successo sul lavoro, ma le cose vanno male quando gli spuntano le corna e diventa diabolico. Nel frattempo Ariel si arrabbia quando scopre che Harry continua a eliminare i gigli da tutte le sue composizioni floreali.
- Altri interpreti: Olivia d'Abo (Florence Jenkins), John Hawkes (Arnie White), Markus Flanagan (Bob Gardener), Georgia Emelin (Trudy), Richard McGonagle (Phillip Woodson), Jordan Mott (Ronnie Jenkins).

## Estrogen
- Diretto da: Gilbert Adler
- Scritto da: Randall A. Anderson

### Trama
Stan Rawlings e il suo amico Dave arrivano sull'isola per inseguire le ragazze e Stan chiede a Mr. Roarke di aiutarlo a scoprire i segreti della mistica della femminilità. Stan si trasforma così in una donna, Brenda, e Ariel gli fornisce consigli. Mary Wilcox, una discendente di una genealogia costituita da soldati maschi, arriva sull'isola per soddisfare il suo desiderio di diventare un soldato. Roarke la colloca in una seconda guerra mondiale alternativa combattuta da sole donne. Costretta a scegliere tra combattere e aiutare un compagno ferito, Mary sceglie di aiutare il soldato ferito.
- Altri interpreti: Liz Vassey (Brenda), Christine Elise (Mary Wilcox), Robert Gant (Dave Sullivan), Kristin Bauer (Tamara Stevens), Stan Cahill (Mr. Rawlings), April Grace (Friedlander), Larry Drake (Bill Terken), Tangie Ambrose (Rizzo).

## Dreams
- Diretto da: Perry Lang
- Scritto da: Vivienne Radkoff

### Trama
Un uomo si innamora di una donna, che in realtà è un delfino. Un adolescente amante dei libri vuole sapere cosa vuol dire stare tra il pubblico e la sua fantasia di diventare un grande giocatore di football ha conseguenze disastrose. Nel frattempo il pessimo umore di Ariel esplode quando pensa che nessuno si sia ricordato del suo compleanno.
- Guest star: Jennifer Garner (Sally).
- Altri interpreti: Bradley White  (Michael Allen), Nate Richert  (Josh Stevens), Tsai Chin (Rita), Charles Shaughnessy (Rich Baumer), Daniel Dae Kim (Chip Weston), Deborah Kellner (Laura Hayes), Niklaus Lange.

## Handymen
- Diretto da: Randall Zisk
- Scritto da: Adam Horowitz e Edward Kitsis

### Trama
Kenny è un germofobico che arriva sull'isola per vivere in un ambiente privo di germi. Tuttavia, una donna, Brigid, irrompe nel suo habitat e lui è costretto ad aiutarla a sfuggire ai suoi inseguitori. I due si ritrovano così nella giungla alla ricerca di un'antica maschera. Jerry si lamenta del fatto che la sua ragazza lo abbia lasciato sull'isola e Mr. Roarke lo inserisce in un gruppo di sostegno. Di fronte a un gruppo di altri lamentosi, Jerry alla fine impara ad assumersi la responsabilità della propria vita incasinata e lascia l'isola più felice.
- Altri interpreti: David Newsom (Kenneth Hartwell), Alexandra Powers (Bridgette Jackson), Ken Campbell (Jerry Potsweiler), Christine Tucci (Kay Rose), Lisa Dawnell James (Donna).

## Wishboned
- Diretto da: Deran Sarafian
- Scritto da: Dean Batali e Rob Des Hotel

### Trama
Ashley porta il fidanzato Joe sull'isola per fargli vivere una perfetta vacanza in famiglia, dove ritrova la sua famiglia trasformata nella sua famiglia "perfetta". Tuttavia, Joe finisce per innamorarsi della sorella "perfetta" di Ashley. L'uomo d'affari scontento Mike desidera essere rimandato  nel mondo fantastico della sua infanzia per salvare Katherine dal suo marito orco, ma l'orco ha le fattezze di Mike stesso. Mike si rende così conto che è si comporta in quel modo con la propria moglie ed è lui l'"orco". Fred vuole avere un genio che gli esaudisca tre desideri e Mr. Roarke affida ad Ariel l'incarico. Ariel però sabota i suoi primi due desideri, interpretandoli alla lettera, e spinge Fred a desiderare di "poter fare un lavoro migliore" e diventare così lui stesso un "genio".
- Altri interpreti: Kadeem Hardison (Michael Wilkinson), Megan Ward (Ashley Gable), Elise Neal (Catherine), John Ducey (Joe), Sam Anderson (Mr. Gable), Lilli Birdsell (Kristine), Ann Bronston (Mrs. Gable), Paul Carafotes (Freddy Knox), Phillip Gregory (Rob Gable).
- La parte dell'episodio in cui Fred desidera un genio che gli esaudisca tre desideri, cita la celebre serie televisiva statunitense Strega per amore (I Dream of Jeannie, 1965-1970), Ariel indossa infatti un costume identico a quello del personaggio di Jeannie (Barbara Eden), il genio della lampada della serie.

## Let Go
- Diretto da: Rick Wallace
- Scritto da: Quartz MacKenzie

### Trama
La figlia di Mr. Roarke, Miranda, a cui è stato concesso di lasciare l'isola ma perdendone ogni ricordo, ha avuto un incidente, così lui la riporta sull'isola. Ariel, tuttavia, è preoccupata per le conseguenze che ciò possa avere su Mr. Roarke e sull'isola stessa. Quindi, mentre si prende cura di Miranda, lascia che Cal e Harry si prendano cura del loro ospite, un uomo di nome Ray ossessionato dall'idea di vendicarsi del ladro che ha rubato la sua classica Corvette. Alla fine si scopre che la responsabile è la moglie di Ray, Tina.
- Guest star: Florence Stanley (Bernice).
- Altri interpreti: Tushka Bergen (Miranda), Gerry Red Wilson (Ray), Dina Spybey (Tina).

## Innocent
- Diretto da: Deran Sarafian
- Scritto da: Ed Zuckerman

### Trama
Un avvocato stanco di difendere dei colpevoli vuole difendere qualcuno che sia veramente innocente. Arriva sull'isola e si ritrova accusato di un crimine. Una donna desidera riacquistare la verginità dopo averla perduta in un modo differente da quello che avrebbe voluto. Cal incontra un ragazzo problematico e lo incoraggia a fare qualcosa di sbagliato.
- Guest star: Dean Cain (Sam Kenneally).
- Altri interpreti: Daniel von Bargen (Procuratore Distrettuale Flynn), Elizabeth Lindsey (Detective Rossi), Philip Casnoff (Professor Slocum), Ian Christopher, Gabriel Mann, Erica Eleniak (Sybil Hammond), David O'Donnell (Ronnie Evans), Floyd Vaughn.

## The Real Thing
- Diretto da: Rick Wallace
- Scritto da: Adam Horowitz e Edward Kitsis

### Trama
Heather, direttrice di una rivista, vuole sposare Ben, che sta per sposare invece la migliore amica di Heather, Jenny. Heather si presenta al primo appuntamento di Ben e Jenny e li interrompe, finendo per fidanzarsi con Ben. Ma Heather si rende presto conto che Jenny è quella che dovrebbe sposarsi con lui e annulla il matrimonio prima che sia troppo tardi. Carl vuole diventare il campione mondiale dei pesi massimi, ma scopre che sua moglie lo ama così com'è. Carl vince il suo primo incontro, ma perde il secondo per riavere sua moglie. Filner, un odioso giornalista di tabloid, arriva sull'isola e cerca di ottenere la "storia vera" su Fantasy Island per scrivere una denuncia. Quasi ci riesce, ma Mr. Roarke lo fa rapire dagli alieni.
- Guest star: Lennox Lewis (sé stesso).
- Altri interpreti: Lauren Holly (Heather Finn), Brian McNamara (Ben), Pauly Shore (Aaron Filner), Jay Thomas (Carl Harbin), Lisa Waltz (Mandy Harbin), Laura Cayouette (Jenny), Erika Eleniak (Sybil Hammond), Thomas Ivanyi (Edward), Swaine Kaui (Reporter).

## Heroes
- Diretto da: Perry Lang
- Scritto da: Ed Zuckerman

### Trama
Gli attori Dirk e Bobby arrivano sull'isola per avere la possibilità di diventare degli eroi nella vita reale, così come lo sono i personaggi da loro interpretati nella loro precedente serie, Hard Squad. Si ritrovano sul set nei panni dei loro personaggi, solo che ora stanno combattendo dei veri criminali, il che non è così facile. Scelgono di "ritirarsi" quando le cose si fanno troppo difficili, ma tornano quando la loro ex co-protagonista, Cassie, viene rapita dall'attore che interpretava il loro informatore, che vuole vendicarsi per il trattamento ricevuto da loro. Linda vuole invece vivere una fantasia dove suo marito Jeremy, che insiste affinché abbiano un figlio, rimanga incinto. Lui e Roarke si ritrovano in una partita di golf con Linda e Ariel per vedere chi finirà per portare in grembo il bambino.
- Guest star: Anne Francis (Cassie), Dwight Schultz (Greasy).
- Altri interpreti: John Ashton (Bobby), Pat Harrington (Dirk), Stacey Travis (Linda), Arye Gross (Jeremy Slater), Ender Lee (prigioniero).